# Fuenteovejuna

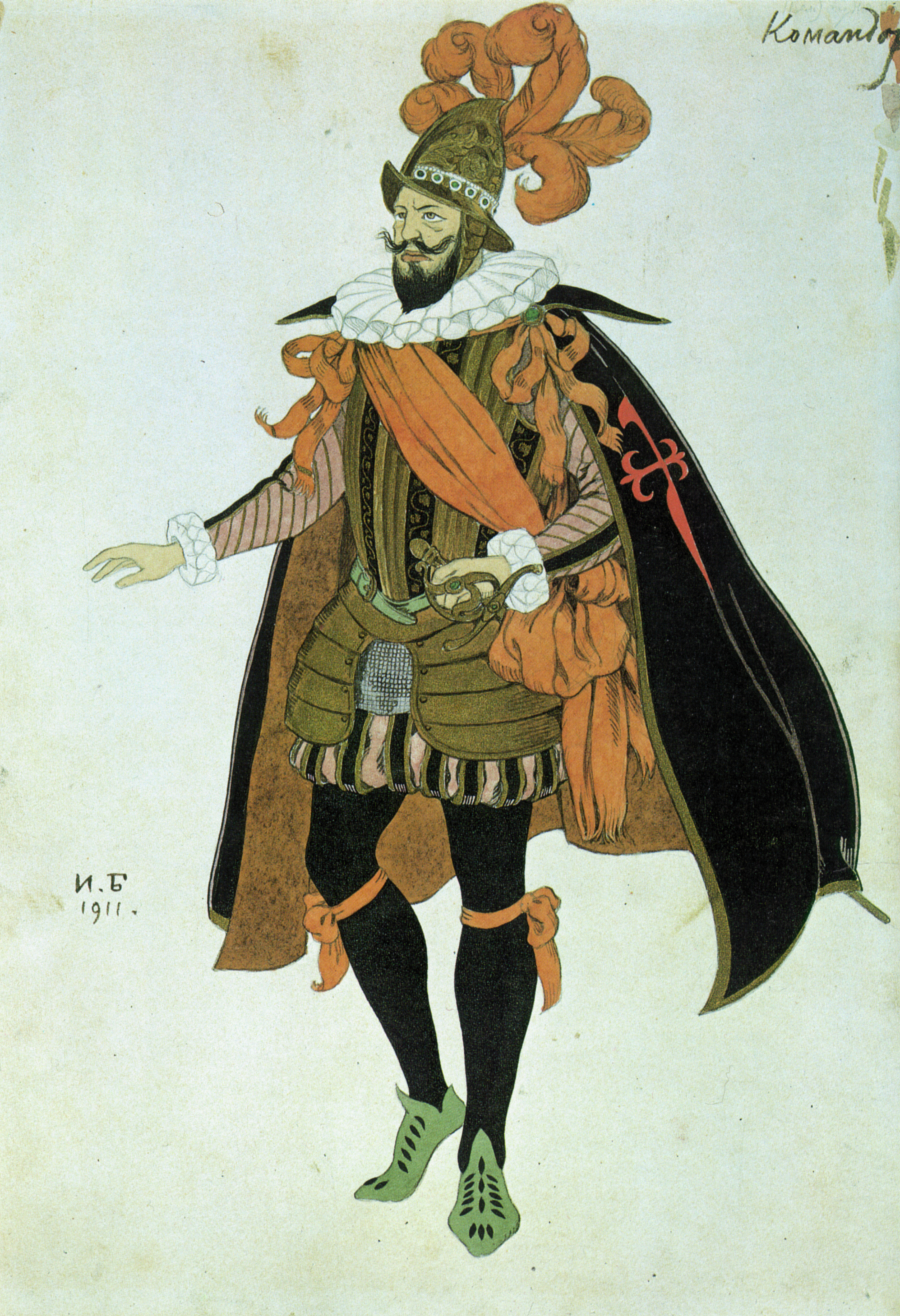
El Comendador en "Fuente Ovejuna". Ivan Bilibin. 1911.

Fuenteovejuna es una obra teatral del Siglo de Oro español del dramaturgo Lope de Vega. Está considerada, con Peribáñez y el Comendador de Ocaña y El mejor alcalde, el rey, uno de los tres dramas "municipales" que constituyen lo mejor de su vasta obra dramática. Fue compuesta en tres actos hacia 1612-1614 y publicada en Madrid en 1619, dentro del volumen Dozena parte de las comedias de Lope de Vega Carpio.
Tomada de un hecho histórico, la trama se desarrolla en el pueblo cordobés de Fuente Obejuna en tiempos de los Reyes Católicos (1474-1516). El drama se presenta con un protagonista colectivo (los habitantes del pueblo), como en la Numancia (1585) cervantina o en Los persas de Esquilo. Como ocurre con otras obras dramáticas clásicas, Fuenteovejuna de Lope ha alcanzado la categoría de símbolo, el del prototipo iconográfico-teatral de "la unión del pueblo contra la opresión y el atropello".

### La Filosofía de la Historia

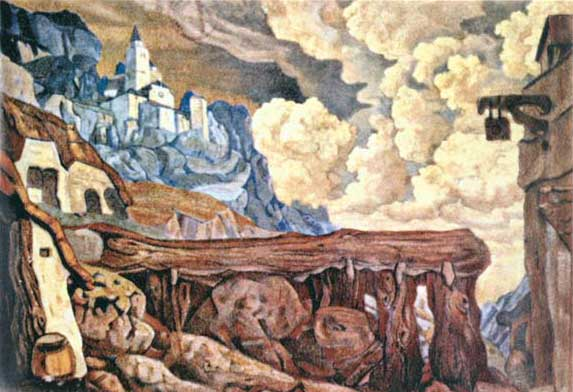
Fuente Ovejuna (hacia 1911), vista por el pintor ruso Nikolái Roerich (1874-1947).